# Bressuire
Bressuire is een gemeente in het Franse departement Deux-Sèvres in de regio Nieuw-Aquitanië. De plaats is de onderprefectuur van het arrondissement Bressuire. Bressuire telde op 1 januari 2022 19.860 inwoners.

## Geschiedenis
De plaats werd voor het eerst vermeld in de 11e eeuw. De burggraven van Thouars hadden een kasteel in Bressuire. Binnen de dubbele kasteelmuren lag er een parochiekerk, de Saint-Nicolas. De heren van Bressuire waren tot de 16e eeuw afkomstig uit het huis Beaumont-Bressuire. Een van hen was Jacques de Beaumont, kamerheer van koning Lodewijk XI. In 1190 kreeg Bressuire stadsrechten. Naast de kerk Saint-Nicolas telde Bressuire nog twee parochiekerken binnen de stadsmuren die in de loop van de 12e eeuw werden opgetrokken: de Notre-Dame en de Saint-Jean. De stadsmuur telde vijf poorten en verschillende torens. In 1390, tijdens de Honderdjarige Oorlog, werd Bressuire veroverd op de Engelsen door het leger van Bertrand du Guesclin. De stad bloeide in de middeleeuwen dankzij de lakennijverheid. In de buitenwijken lagen meerdere priorijen. In de 15e eeuw kwam er een franciscanenklooster binnen de stadsmuren.
Na de middeleeuwen eindigde de bloeitijd van de stad. Bressuire had erg te lijden onder de Opstand in de Vendée. In 1794 was er een grote stadsbrand die veel oude gebouwen verwoestte. In 1804 werd Bressuire de onderprefectuur van een arrondissement ten koste van het grotere Thouars. In 1973 fuseerden acht omringende gemeenten met Bressuire.

## Geografie
De oppervlakte van Bressuire bedroeg op 1 januari 2022 180,59 vierkante kilometer; de bevolkingsdichtheid was toen 110 inwoners per km². Door fusies telt Bressuire acht communes déléguées:
- Beaulieu-sous-Bressuire
- Breuil-Chaussée
- Chambroutet
- Clazay
- Noirlieu
- Noirterre
- Saint-Sauveur
- Terves

De onderstaande kaart toont de ligging van Bressuire met de belangrijkste infrastructuur en aangrenzende gemeenten.

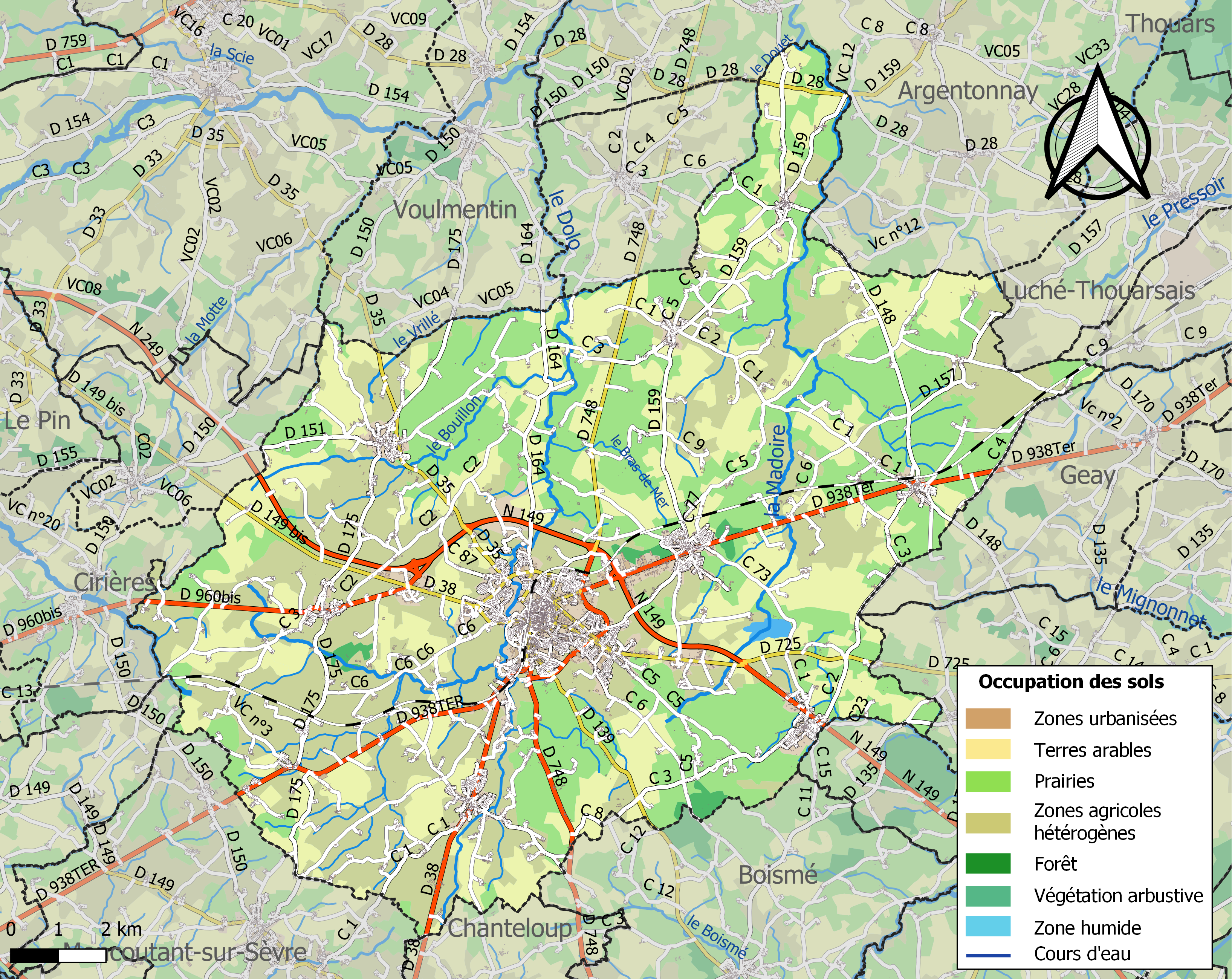

## Verkeer
In de gemeente ligt het spoorwegstation Bressuire

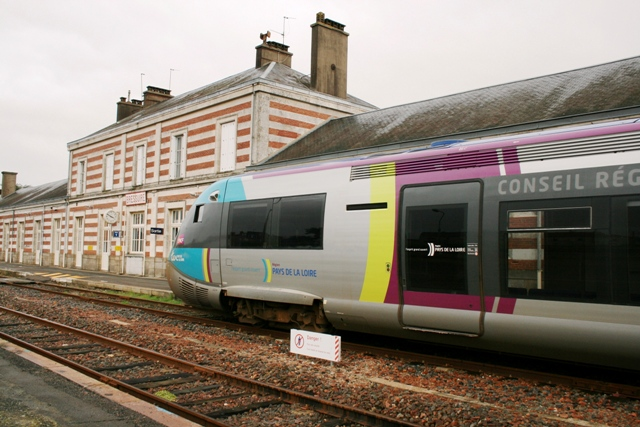

## Demografie
Rond 1800 telde Bressuire ongeveer 2000 inwoners. Onderstaande figuur toont het verloop van het inwonertal.

## Bezienswaardigheden
Het stadscentrum van Bressuire telt weinig gebouwen van voor de 18e eeuw. De Église Notre-Dame werd gebouwd in de twaalfde eeuw, maar sterk verbouwd in de zestiende eeuw. Binnenin is er een historisch, achttiende-eeuws orgel. Dit is een van de acht historische monumenten die de gemeente rijk is. De andere zijn:
- kasteel van Bressuire: ruïnes van het kasteel uit de 11e eeuw
- kapel Saint-Cyprien met crypte (10e eeuw)
- kerk Saint-Sauveur-de-Givre-en-Mai: romaanse kerk uit de 12e eeuw
- Logis du Puy-Blain: landhuis in Terves (15e en 16e eeuw)
- kasteel van Noirlieu (16e en 17e eeuw)
- Domaine de la Dubrie: landhuis (16e en 18e eeuw)
- Chapelle du Petit-Puy: kapel uit de 16e eeuw in Terves.

Met Musée de Bressuire werd opgericht in 1972. Het vertelt de geschiedenis van Bressuire en heeft daarnaast collecties keramiek van Saint-Porchaire en kunstwerken uit glas van Max Ingrand.

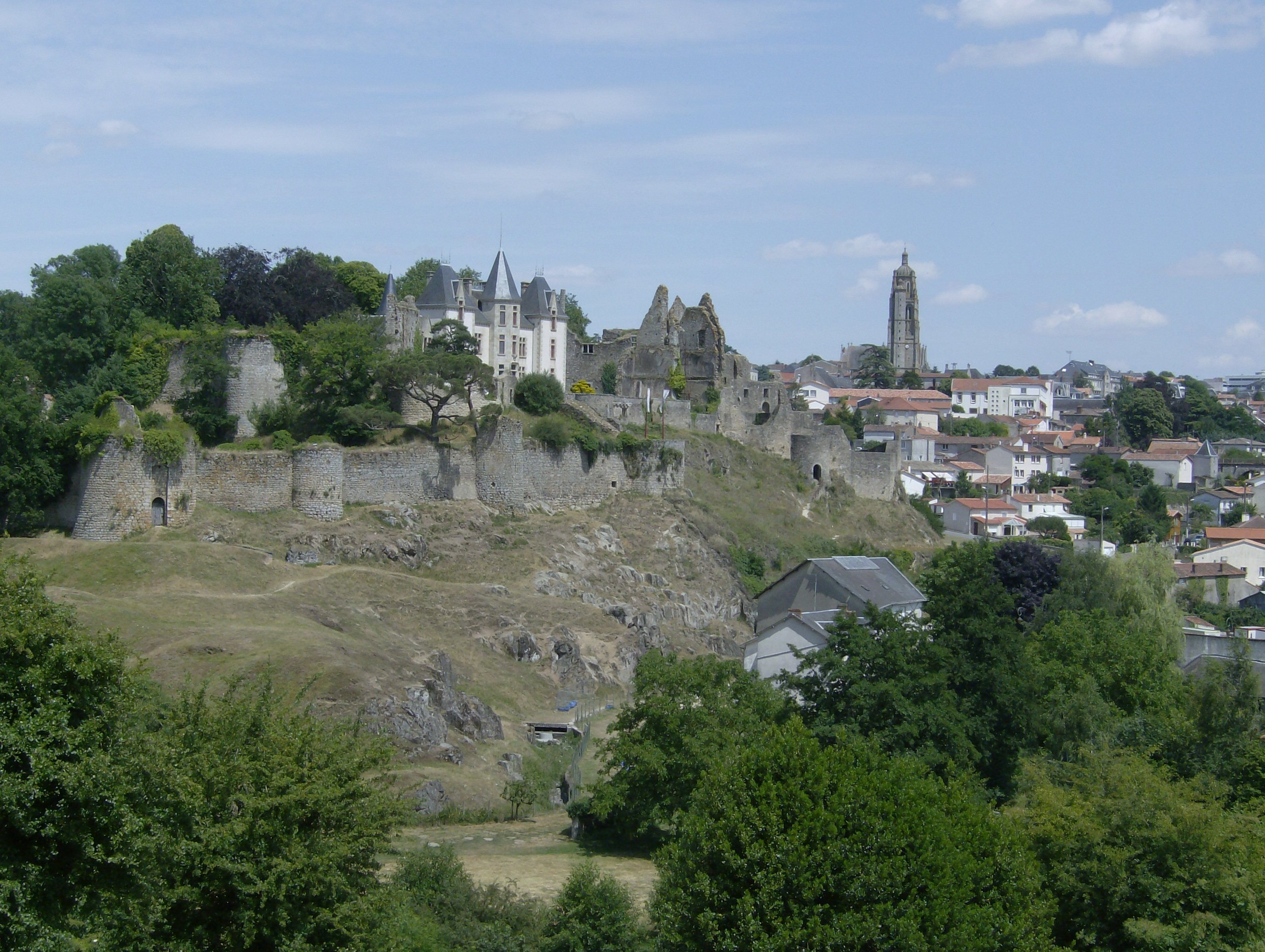
Kasteel van Bressuire
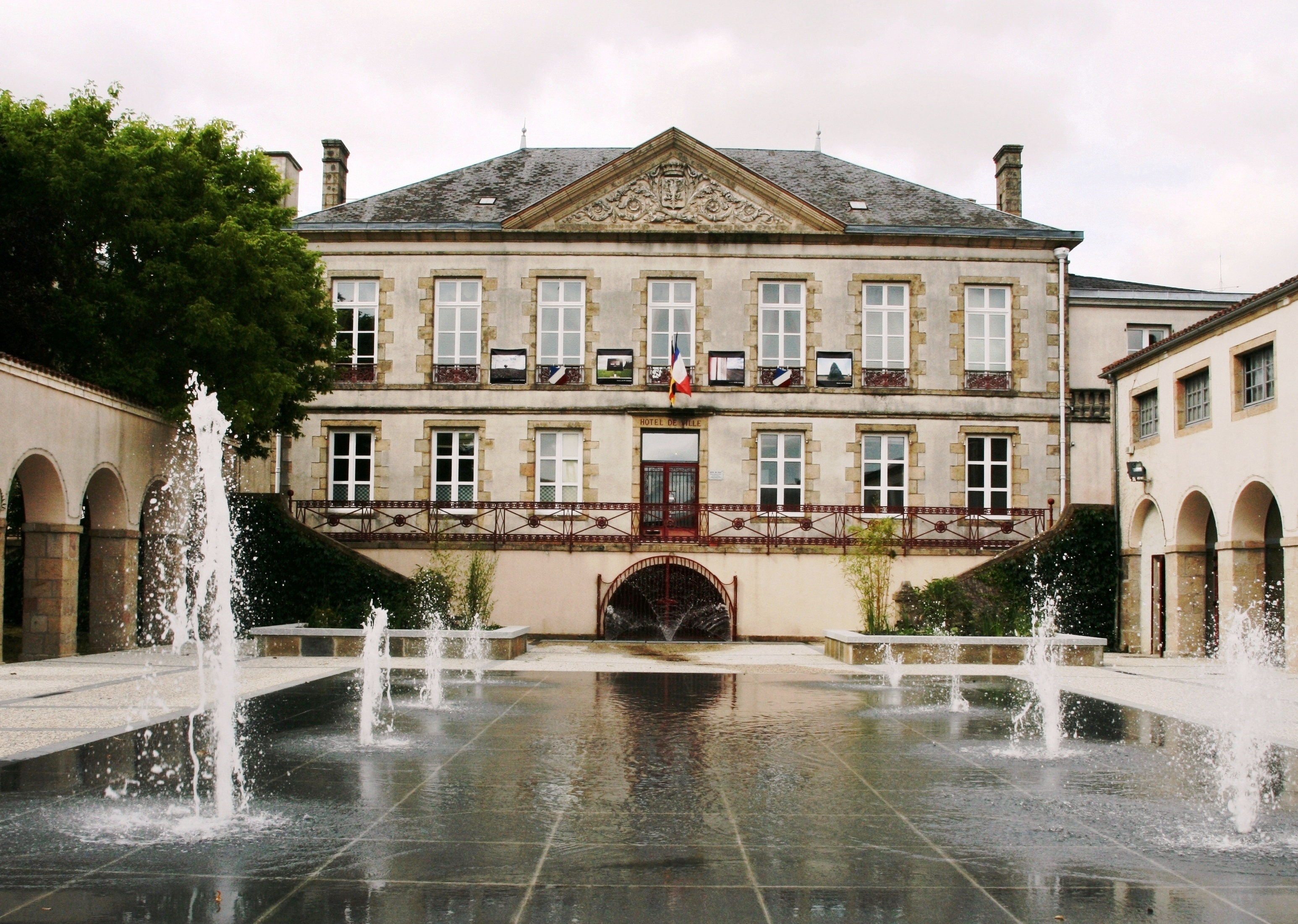
Gemeentehuis
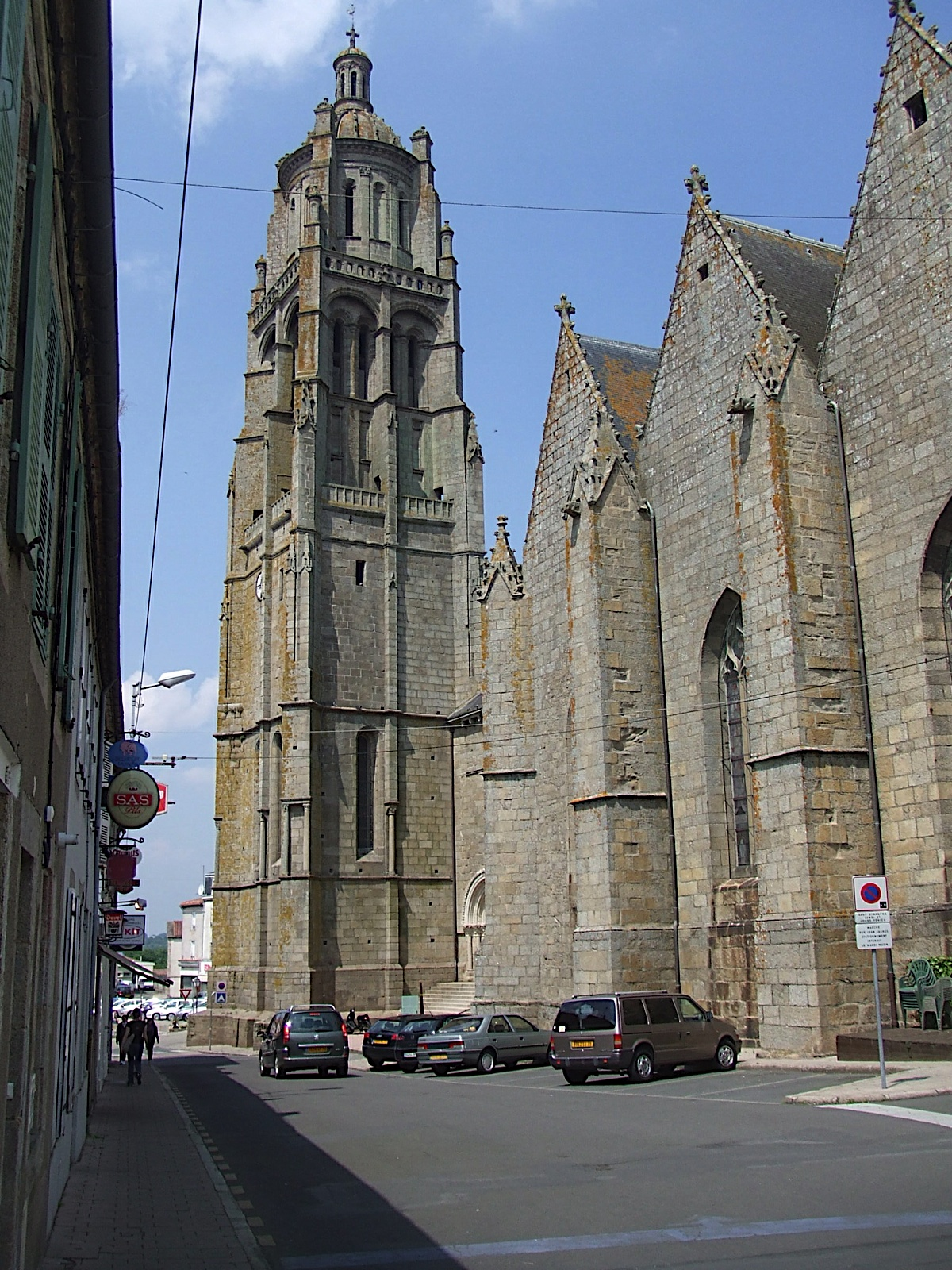
Église Notre-Dame

## Geboren in Bressuire
- Max Ingrand (1908-1969), brandglazenier en decorateur
- Catherine Breillat (1948), actrice, filmregisseur en schrijfster